# Gamme blues
Pour les articles homonymes, voir Blues (homonymie).
La gamme blues, ou gamme du blues, est un type de gamme particulièrement utilisé pour jouer le blues. Plusieurs gammes différentes portent ce nom, et la plupart intègrent des blue notes dans leur structure. Les gammes basées sur les pentatoniques sont les plus fréquemment utilisées.
Bien qu'il soit possible de l'utiliser sur n'importe quel accord, la gamme blues est généralement utilisée sur les accords de dominante (V7) et les accords mineurs 7. -

## Gammes majeures
Une première gamme est basée sur une gamme diatonique majeure, avec l'ajout de deux blue notes, la tierce mineure et la septième mineure. Cette gamme est signalée dans les premiers ouvrages d'analyse du jazz, comme Jazz: Hot and Hybrid, de Wintrop Sargeant (1938).
Il est également possible de se baser sur la gamme pentatonique majeure :
À partir de cette gamme, il est possible d'ajouter des blue notes, comme la tierce mineure (le mi en do) et la septième mineure (le si en do).

## Gammes mineures
La gamme pentatonique mineure utilise les deux blue notes utilisées dans les gammes majeures (tierce mineure et septième mineure). Plusieurs standards sont basés sur cette gamme : Bag's Groove de Milt Jackson ou Sonny Moon for Two de Sonny Rollins.
En ajoutant à la gamme pentatonique mineure une autre blue note, la quinte dimninuée ♭5 (ou quarte augmentée ♯4), entre le degré IV et le degré V, on obtient une gamme très utilisée dans l'improvisation, sur des accords majeurs, mineurs ou septième.